# Howard Baldwin Trophy
L'Howard Baldwin Trophy è stato un trofeo annuale assegnato al migliore allenatore della World Hockey Association. Il trofeo fu chiamato in onore di Howard Baldwin, cofondatore della franchigia dei New England Whalers. Dalla stagione 1974-75 assunse la denominazione Robert Schmertz Memorial Trophy, anch'egli proprietario dei Whalers.

## Vincitori
| Howard Baldwin Trophy           | Howard Baldwin Trophy | Howard Baldwin Trophy |
| Stagione                        | Giocatore             | Squadra               |
| ------------------------------- | --------------------- | --------------------- |
| 1972-73                         | Jack Kelley           | NE Whalers            |
| 1973-74                         | Hinky Harris          | Toronto Toros         |
| Robert Schmertz Memorial Trophy |                       |                       |
| 1974-75                         | Sandy Hucul           | Phoenix Roadrunners   |
| 1975-76                         | Robert Kromm          | Winnipeg Jets         |
| 1976-77                         | Bill Dineen           | Houston Aeros         |
| 1977-78                         | Bill Dineen           | Houston Aeros         |
| 1978-79                         | John Brophy           | Birmingham Bulls      |